# 红果沙拐枣
红果沙拐枣（学名：Calligonum rubicundum）是蓼科沙拐枣属的植物。分布在俄罗斯、哈萨克斯坦以及中国大陆的新疆等地，生长于海拔450米至1,000米的地区，一般生长在半固定沙丘、固定沙丘和沙地，目前尚未由人工引种栽培。